# Icking
Icking är en kommun i Landkreis Bad Tölz-Wolfratshausen i det tyska förbundslandet Bayern. Icking har cirka 3 700 invånare.
Icking har tolv Ortsteile: Attenhausen, Dorfen, Holzen, Icking, Irschenhausen, Meilenberg, Obere Alpe, Schützenried, Schlederloh, Spatzenloh, Waldhausen och Walchstadt.